# Тёмный морской ангел
Тёмный морской ангел (лат. Squatina nebulosa) — вид рода плоскотелых акул одноимённого семейства отряда скватинообразных. Эти акулы встречаются в западной части Тихого океана на глубине до 494 м. Максимальная зарегистрированная длина 108 см. У них уплощённые голова и тело, внешне они похожи на скатов, но в отличие от последних жабры скватин расположены по бокам туловища и рот находится в передней части рыла, а не на вентральной поверхности. Эти акулы размножаются путём яйцеживорождения. Рацион состоит из небольших рыб и беспозвоночных. Представляют незначительный интерес для коммерческого рыбного промысла.

## Таксономия
Впервые вид был научно описан в 1908 году. Голотип представляет собой неполовозрелую самку длиной 58,8 см, пойманную у берегов Японии. Этот малоизученный вид скватин часто путают тайваньской скватиной, поскольку одна из особей, назначенных паратипами последнего вида, на самом деле оказалась тёмным морским ангелом. Видовое название происходит от слова лат. nebula — «туман».

## Ареал
Тёмные морские ангелы обитают в северо-западной части Тихого океана у южного побережья Японии, в центральной и северо-восточной части Китайского моря, в западной части Тайваньского пролива и в водах, омывающих север Тайваня. Эти акулы встречаются в умеренных водах у берегов Японии (Хоккайдо, Хонсю, Кюсю, Сикоку), Корейского полуострова, Тайваня и Китая. Они держатся на континентальном шельфе на глубине до 600 м.

## Описание
У тёмных морских ангелов довольно стройное уплощённое тело и характерные для скватин широкие крыловидные брюшные и грудные плавники. Передняя часть ноздрей обрамлена неразветвлёнными коническими усиками. Задний край передних назальных кожных лоскутов гладкий или слегка бахромчатый. Кожные лоскуты, расположенные по обе стороны головы имеют по две треугольные лопасти. Позади глаз имеются брызгальца, расстояние до которых менее чем в 1,5 раза превышает диаметр глаза. Основание первого спинного плавника расположено напротив свободного кончика брюшных плавников. Грудные плавники закруглены. По средней линии на туловище и на голове над глазами имеются небольшие шипы. Окраска без «глазков». Максимальная зарегистрированная длина 163 см, по другим данным 200 см.

## Биология
Эти акулы размножаются яйцеживорождением. Вероятно, подобно прочим скватинам, они поздно достигают половой зрелости и имеют и медленно размножаются.

## Взаимодействие с человеком
Вид не представляет интереса для коммерческого рыбного промысла. В качестве прилова эти акулы попадаются в донные тралы. Мясо тёмных морских ангелов иногда встречается на рынке. Международный союз охраны природы присвоил этому виду статус «Уязвимый».